# Rhitron
Rhitron, ritron – zbiorowisko organizmów zasiedlających rhitral, strefę strumienia i potoku. Glony reprezentowane są przez formy epilityczne o płaskich i skorupiastych plechach: okrzemki, sinice, zielenice, krasnorosty (Hildebrandtia rivularis). W zoobentosie liczni są rozdrabniacze, zdrapywacze, mniej liczni filtratorzy i drapieżcy. 
Rhitron odnosi się głównie do bezkręgowców, wśród których liczne są jętki, widelnice, chruściki (z rodziny Goeridae, Limnephilidae, Rhyacophilidae, Philopotamidae), muchówki, mniej liczne chrząszcze wodne, mięczaki, wypławki, skorupiaki.
Wśród ryb obecne są łososiowate (pstrąg potokowy, lipień), a z ptaków charakterystyczny jest pluszcz (Cinclus cinclus) i brodziec piskliwy (Actitis hypoleucus).